# Maestà di Figline Valdarno
La Maestà di Figline Valdarno è un dipinto a tempera e oro su tavola (298x175,5cm) del Maestro di Figline  databile al 1320 circa e conservato nella collegiata di Figline Valdarno.

## Storia
L'esecuzione dell'opera può datarsi a dopo il 1317, anno della canonizzazione di san Ludovico di Tolosa, santo particolarmente caro ai francescani così come sant'Elisabetta d'Ungheria raffigurata di fronte ad esso. Proprio la presenza dei due santi ha fatto supporre che l'opera in origine fosse ubicata nella vicina chiesa del convento di san Francesco, non a caso quasi tutte le altre opere attribuite all'artista anonimo sono state commissionate dai padri francescani (lo troviamo al cantiere di Assisi e a Santa Croce a Firenze). Dagli archivi l'opera risulta comunque presente nella collegiata almeno dal 1577 se si prende per buono che fosse identificata come "Madonna della neve sull'altare a destra dell'altar maggiore".
Nel tempo l'opera ha subito spostamenti e pesanti ridipinture rimosse dal restauro del 1985.
Erano poi state aggiunte, nel secondo '400, due tavolette triangolari dipinte raffiguranti due angeli per rendere la forma dell'opera rettangolare e quindi più consona al periodo rinascimentale. Le tavolette sono attribuite a Bartolomeo di Giovanni e si trovano nel museo della collegiata.

## Descrizione
Il dipinto raffigura la Madonna in trono col Bambino, san Ludovico di Tolosa, sant'Elisabetta d'Ungheria e sei angeli.
San Ludovico di Tolosa è raffigurato nell'atto di calpestare una corona, egli infatti rinunziò al diritto di maggiorascato e di conseguenza
al titolo regale proclamando di fatto nuovo Re di Napoli suo fratello Roberto d'Angiò. 
Di stirpe regale era anche sant'Elisabetta d'Ungheria la quale, dopo essere divenuta vedova, divenne monaca francescana.